# Apolpium ecuadorense
Apolpium ecuadorense är en spindeldjursart som beskrevs av Clarence Clayton Hoff 1945. Apolpium ecuadorense ingår i släktet Apolpium och familjen Olpiidae. Inga underarter finns listade i Catalogue of Life.